# Christus vivit

Christus vivit (en français : Le Christ vit) est une exhortation apostolique post-synodale du pape François, datée du 25 mars 2019. Écrite à la suite du synode des évêques sur la jeunesse, de 2018, elle donne des instructions aux jeunes et des considérations plus générales sur l'Église catholique. Ce document, composé d'environ soixante-dix pages, est divisé en 9 chapitres.

## Contenu général
- Premier chapitre : Que dit la parole de Dieu sur les jeunes ? Le chapitre recense les mentions de la jeunesse dans l'Ancien et le Nouveau Testament.
- Deuxième chapitre : Jésus Christ toujours jeune. Le chapitre parle de la jeunesse du Christ dans les Évangiles, puis de l'attitude que le pape souhaite pour l'Église, qu'il intitule une Église jeune.
- Troisième chapitre : Vous êtes l'aujourd'hui de Dieu. Le chapitre brosse un portrait de la jeunesse telle que la perçoit le pape François.
- Quatrième chapitre : La grande annonce pour tous les jeunes. Le chapitre donne les trois grandes annonces de la foi catholique, qui s'adresse à tous les jeunes : Dieu est amour, le Christ sauve, l'Esprit-Saint donne la vie.
- Cinquième chapitre : Chemins de jeunesse. Le chapitre décrit la façon dont un jeune vit lorsqu'il agit conformément à la Foi catholique.
- Sixième chapitre : Des jeunes avec des racines. Le chapitre parle du respect que les jeunes doivent aux plus âgés et de l'attention que les adultes doivent aux jeunes. Il critique le jeunisme.
- Septième chapitre : La pastorale des jeunes. Le chapitre décrit les principes qui doivent guider la pastorale destinée aux jeunes, tout en soulignant que ces derniers en sont les principaux acteurs.
- Huitième chapitre : La vocation. Le chapitre détaille les différentes vocations pour les jeunes : la sainteté, vocation commune, qui passe par la famille, le travail, le service missionnaire ou la vocation particulière.
- Neuvième chapitre : Le discernement. Le chapitre décrit la façon dont un jeune peut discerner ce à quoi Dieu l'appelle.

## Réception
Le journal catholique français La Croix fait une recension louangeuse du document, et considère que le pape évite l'écueil de la sociologie dans sa manière de parler des jeunes.
Plusieurs blogs et sites de catholiques conservateurs s'indignent pour leur part du peu de cas que le pape François fait dans l'exhortation de la doctrine catholique et de son enseignement.